# National Airlines (NA)
National Airlines era una aerolínea estadounidense, fundada en 1934 y con sede en el Aeropuerto Internacional de Miami, en el área no incorporada del Condado de Miami-Dade, Florida, cerca de Miami.

## Historia
Bajo el liderazgo de su presidente y fundador, George T. Baker, National Airlines operaba principalmente en Florida, la costa del Golfo y el sureste de los Estados Unidos hasta 1944, cuando obtuvo autorización para operar la ruta entre Nueva York y Miami, Florida. La aerolínea tenía su sede en St. Petersburg, en el Aeropuerto Whitted y Jacksonville antes de trasladar su sede a Miami.
El servicio lucrativo internacional a La Habana, Cuba, comenzó en 1946, y continuó hasta la suspensión en 1961.
La red de rutas de National Airlines se expandió hacia el oeste hacia Houston, Texas y hacia el norte hasta Boston, Massachusetts en 1956.
El 10 de diciembre de 1958, National se convirtió en la primera aerolínea en introducir reactores para vuelos nacionales en los Estados Unidos, con un vuelo entre el Aeropuerto Internacional de Miami y el Aeropuerto Internacional de Idlewild en Nueva York. El primer vuelo de este tipo utilizó un Boeing 707 arrendado a Pan Am, y realizado con tripulación perteneciente a National.
Las rutas de Florida a California a través de Houston, incluyendo el primer servicio transcontinental sin escalas desde Miami, se añadieron en 1961. En 1964, Nacional se convirtió en la primera aerolínea en los Estados Unidos en ofrecer servicios exclusivos de jets (Douglas DC-8 y el Lockheed Electra), y en 1970 se convirtió en la tercera aerolínea transatlántica de Estados Unidos en realizar transporte de pasajeros con la inauguración del servicio diario sin escalas de ida y vuelta entre Miami y Londres, Inglaterra.
En 1970, la compañía abrió una terminal en el Aeropuerto Internacional John F. Kennedy llamada Sundrome, en referencia al logotipo del "Rey Sol", que formaba parte de la nueva marca de National Airlines. El Sundrome actualmente es vacante luego de que JetBlue Airways se trasladaron a la nueva Terminal 5. Fue diseñado por Pei Cobb Freed & Partners. A fines de los años 1970, National operó una gran flota de Boeing 727 y aviones McDonnell Douglas DC-10.
Durante su historia, National fue conocida por sus eslóganes publicitarios como "La Ruta del Buccanneer (1940)", "Aerolínea de las Estrellas (1950-60)", y su famosa campaña "Fly Me" campaña de la década de 1970, cuando los aviones tenían nombres femeninos y las azafatas se presentaban en la difusión y campañas en los medios de impresión. Algunos aviones fueron nombrados como celebridades, incluyendo a Bob Hope y Jerry Lewis, en cuya película de 1960 The Bellboy tanto National Airlines como el Hotel Fontainebleau de Miami Beach aparecen frecuentemente.
Hasta que perdió la licencia en 1962, National también poseía la estación de televisión en Miami y afiliada a la ABC, WPST (Canal 10). La estación continúa hoy como WPLG bajo la propiedad de Post-Newsweek Stations.
En el otoño de 1978, la gestión de Texas International Airlines, aerolínea regional con base en Houston bajo la dirección del empresario Frank Lorenzo, intentó hacer una oferta pública de adquisición de National Airlines. Con su sede en Miami y sus aeropuertos principales allí y en Nueva Orleans, Houston y Los Ángeles, la adquisición de Nacional habría permitido que la pequeña Texas International se ampliara mucho más allá de su área de servicio en el centro-sur de Estados Unidos. National tenía fuerza en el mercado de norte a sur a lo largo de la costa este, y probablemente el más fuerte de este a oeste las rutas a lo largo del extremo sur.
Los ejecutivos y los sindicatos de National, sin embargo, lucharon tenazmente contra la adquisición de TI y, finalmente se consumó la fusión con Pan Am, que se había convertido en un "caballero blanco" durante la batalla por la adquisición de National. National fue finalmente adquirida por Pan Am en 1980 y sus operaciones se fusionaron en los de la compañía más grande. Pan Am siguió utilizando la antigua base de mantenimiento de National en Miami su y edificio sede hasta que la misma Pan Am cesó sus operaciones en diciembre de 1991. Mucho más tarde, el logotipo del "Rey Sol" de National Airlines fue vendido y remozado para que apareciera en las aeronaves de la naciente Southeast Airlines.
La mayoría de los analistas del sector creen que Pan Am pagó un precio demasiado alto por National, y estaba mal preparado para integrar la red de rutas nacionales de National con la propia red internacional de Pan Am. Las culturas de National y Pan Am también demostraron ser incompatibles, haciendo que la integración laboral fuera difícil.

## Flota
La historia de National Airlines se extendió durante casi cincuenta años y durante ese tiempo manejó una gran variedad de diferentes tipos de aeronaves. En la era de la posguerra, su flota estaba compuesta de:
- Convair CV-340
- Convair CV-440
- C-46 Commando
- Douglas DC-4
- Douglas DC-6
- Douglas DC-6B
- Douglas DC-7B
- Lockheed Model 18 Lodestar
- Lockheed Super H Constellation
- Lockheed L-188 Electra
- Douglas DC-8-21/31/32/51/54/61
- Boeing 727-035
- Boeing 727-235
- Boeing 747-135
- Douglas DC-10-10/30

## Incidentes y accidentes
El 5 de octubre de 1945, un Lockheed Lodestar se estrelló en un lago en Lakeland, Florida, dejando dos personas muertas.
El 14 de enero de 1951, un DC-4 se estrelló al aterrizar en el aeropuerto de Filadelfia, con 7 muertes.
El 11 de febrero de 1952, un DC-6 se estrelló cerca del aeropuerto de Newark, matando a 29 de las 63 personas a bordo.
El 14 de febrero de 1953, un DC-6 se estrelló en el Golfo de México, frente a Mobile, Alabama. 46 personas perecieron. El avión estaba cruzando una zona de mal tiempo y, posiblemente, montó una tromba. Este fue el peor accidente en la historia de National Airlines.
El 16 de noviembre de 1959, un DC-7B volaba en una ruta de intercambio con Delta Air Lines, en un avión de Delta, pero con una tripulación de National el vuelo 967 de National Airlines, en el camino de Tampa a Nueva Orleans, desapareció en el Golfo de México. Se sospechó de una bomba, pero nunca fue comprobada.
El 6 de enero de 1960, un DC-6B en ruta desde Nueva York a Miami fue destruido por una bomba cerca de Bolivia, Carolina del Norte, matando a las 34 personas a bordo. El suicidio de un pasajero que poseía grandes pólizas de seguro de vida fue la causa probable.
En 1978, el vuelo 193 de National Airlines, realizado por un trimotor Boeing 727, aterrizó accidentalmente en las aguas de la bahía de Escambia, cerca de Pensacola, Florida, después de bajar de la pista durante una aproximación con niebla. Hubo 3 muertos entre los 52 pasajeros y 6 miembros de la tripulación.